# Miko-De Gribaldy
L'equip Miko-De Gribaldy va ser un equip ciclista belga, de ciclisme en ruta que va competir entre 1974 a 1976.

## Principals resultats
- Lieja-Bastogne-Lieja: Georges Pintens (1974)
- Bordeus-París: Herman Van Springel (1974)
- E3 Harelbeke: Herman Van Springel (1974)
- Fletxa Brabançona: Herman Van Springel (1974)
- Kuurne-Brussel·les-Kuurne: Wilfried Wesemael (1974)
- París-Niça: Michel Laurent (1976)

### A les grans voltes
- Giro d'Itàlia
  - 0 participacions

- Tour de França
  - 3 participacions (1974, 1975, 1976)
  - 1 victòries d'etapa:
    - 1 el 1976: Hubert Mathis

  - 0 classificacions secundàries:

- Volta a Espanya
  - 3 participacions (1974, 1975, 1976)
  - 4 victòries d'etapa:
    - 1 el 1974: Eric Leman
    - 2 el 1975: Wilfried Wesemael, Luc Leman
    - 1 el 1976: Georges Pintens

  - 0 classificació finals:
  - 0 classificacions secundàries: